# Basket 25 Bydgoszcz
Il KS Basket 25 Bydgoszcz, in precedenza era conosciuta con la denominazione di Artego Bydgoszcz, è una società femminile di pallacanestro della Polonia, fondata nel 1994.

## Palmarès
- Coppa di Polonia: 1

2018